# 径山寺
径山寺，全称径山万寿禅寺，位于中华人民共和国浙江省杭州市余杭区径山镇径山山顶，属汉传佛教临济宗。径山寺始建于唐代，唐天宝四年（745年）牛头宗径山法钦禅师开山，大历三年（768年）唐代宗诏令兴建禅寺。北宋苏轼任杭州知府时，改径山寺传承为十方丛林制，至南宋径山寺位列五山十刹之首，明代废除丛林后径山寺逐渐衰弱。径山寺是日本禅宗祖庭之一，也是中国茶文化发源地之一，在明末清初还是佛教著作《嘉兴藏》编辑出版的基地。

## 名称
径山寺原为径山法钦结庵之所，大历三年（768年）法钦徒弟崇惠承师命，入长安与道士史华斗法，获胜后唐代宗延请崇惠的老师法钦出山，法钦在长安数年后辞归，唐代宗诏令杭州兴建禅寺，赐名径山禅寺，此建寺之始。唐乾符六年（879年），唐僖宗赐名乾符镇国院。北宋大中祥符元年（1008年），宋真宗赐名承天禅院。北宋政和七年（1117年），宋徽宗御书赐名径山能仁禅寺。南宋乾道二年（1166年），宋孝宗巡幸径山，赐名径山兴圣万寿禅寺。清康熙四十四年（1705年），康熙帝南巡江南，径山僧人到杭州迎驾，请赐御笔寺额，题名径山香云禅寺。径山寺历史上6次赐名，以“径山兴圣万寿禅寺”沿用最久，但习惯上通称径山寺。1994年径山寺原址复建后，重新定名径山万寿禅寺。径山寺在日本也称作万寿寺。

## 历史

### 早期历史

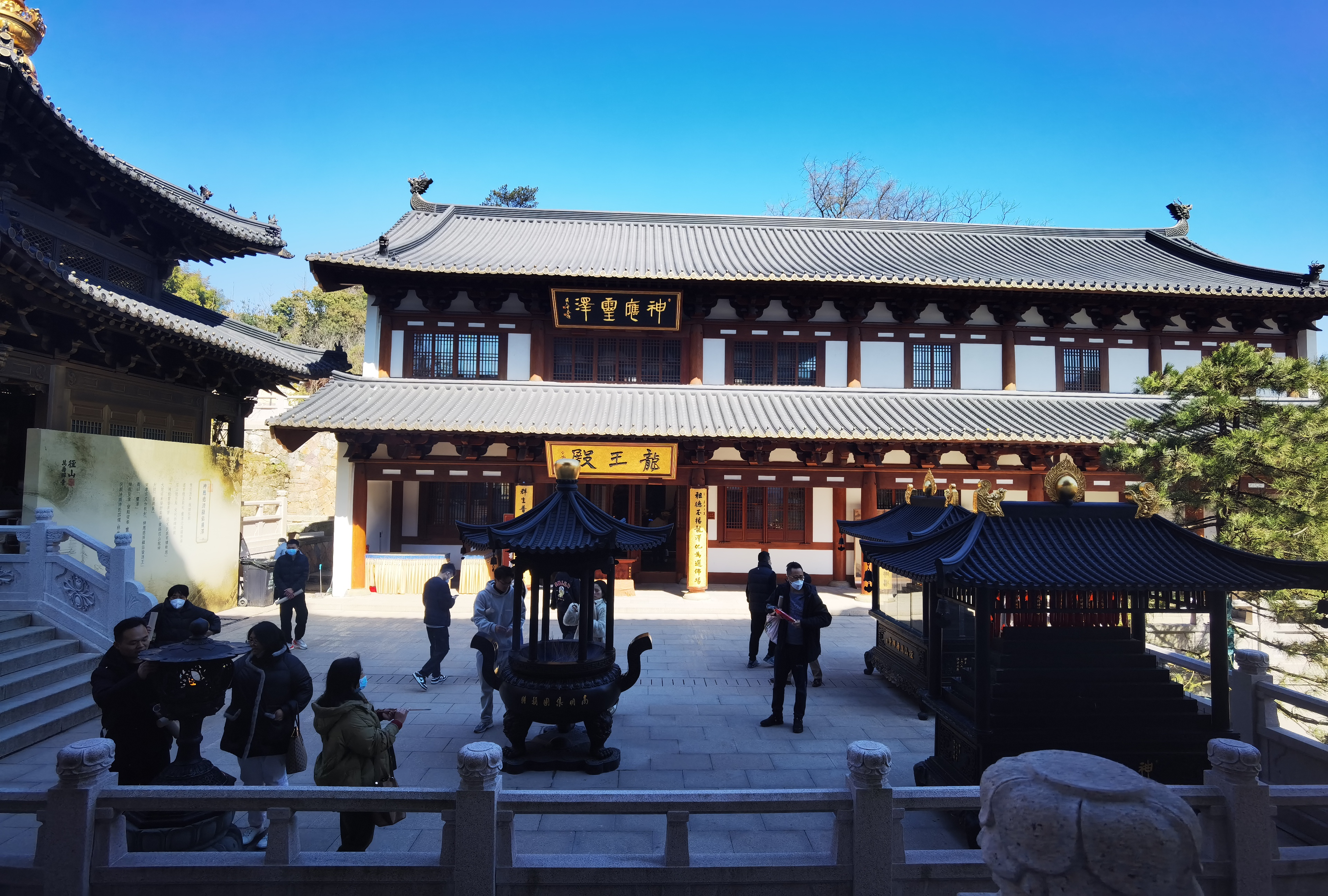
径山寺龙王殿，暨寺屬伽藍殿，供奉径山土地神靈澤龍王

径山法钦师承润州鹤林玄素，玄素又有径山大师的别号，由来如今无考。法钦师从玄素六年，辞师南行弘法，玄素留给他“乘流而行，遇径而止”的偈语，法钦遂沿京杭运河南下，《径山志》记载法钦到径山后发现径山北峰南侧有龙神留下的新作庵舍，于是在此处开堂。径山寺的早期记载不免有神话的成分，并且后世文献大多关注径山法钦之后的佛教历史，但在禅宗进入径山之前道教和龙神信仰就已经在径山流行。径山所属的天目山区早在汉代就有龙神崇拜的信仰，根据咸淳《临安志》径山法钦在结庵径山之前，当地人劝导他不要再龙神居住的径山开宗，法钦到来后径山龙众主动出让地盘，只留下龙井为后世龙神祠祭拜之所，径山寺的龙神此后依然受到崇拜，在南宋时期累封至显应孚佑昭济王。径山所处的天目山区自汉代以来就是道教经营的重地，道教的茅山宗将径山在内的整个天目山列为第三十四洞天。在法钦开山之前，天目山区寺院主要有天目寺，而与其同一时期天目山区还有慧琳弘法，与法钦并非同宗，但到后来径山法钦的影响力逐渐超越前者。
径山法钦南下的背景是唐末藩镇割据，牛头宗所在的南京成为了军事对峙的前线，牛头宗的活动中心被迫南移。虽然唐代宗召见径山法钦后即令“本州于径山重建精舍，度僧七人以奉巾瓶，命州长吏逐月躬至问候”，但径山法钦并没有在径山长期经营，径山法钦及其弟子于建中初年（780年）移驻杭州龙兴寺，本人于贞元八年（792年）圆寂，此间不复归径山，径山寺的牛头宗法脉也从此衰弱。根据明崇祯《重修大慧塔路记》，后世径山寺虽然名义上尊奉其为祖师，但径山寺僧人实际上无需祭拜国一骨塔，甚至并不知道祖师埋葬之所。法钦离开径山寺很大程度上又和安史之乱后韩滉为筹措财政征收寺院资产有关，径山寺当时草创不过20年，财政尚未自给自足，并无资产可供税收，因此难逃废寺的结局，在武宗灭佛中径山寺被彻底毁灭。等到径山寺第二代祖师无上宗鉴来到径山寺时，径山寺已然“僧徒分散，寺院荒败”。宗鉴所属的洪州禅与径山法钦来往密切，并且曾派遣僧侣到径山寺求学，宗鉴来到径山寺后在径山潜心经营，于咸通七年（866年）坐化。宗鉴之后弟子沩仰宗法济洪湮继承了宗鉴的事业，并且带领径山寺获得唐僖宗的赐名和钱氏政权的庇护，径山寺成为了洪州禅沩仰宗的基地。洪湮在唐昭宗乾宁二年（895年）留下遗嘱，确立了“师兄弟相摄”的甲乙制传承方式，并初步制定了径山寺的礼仪制度。

### 十方丛林与极盛

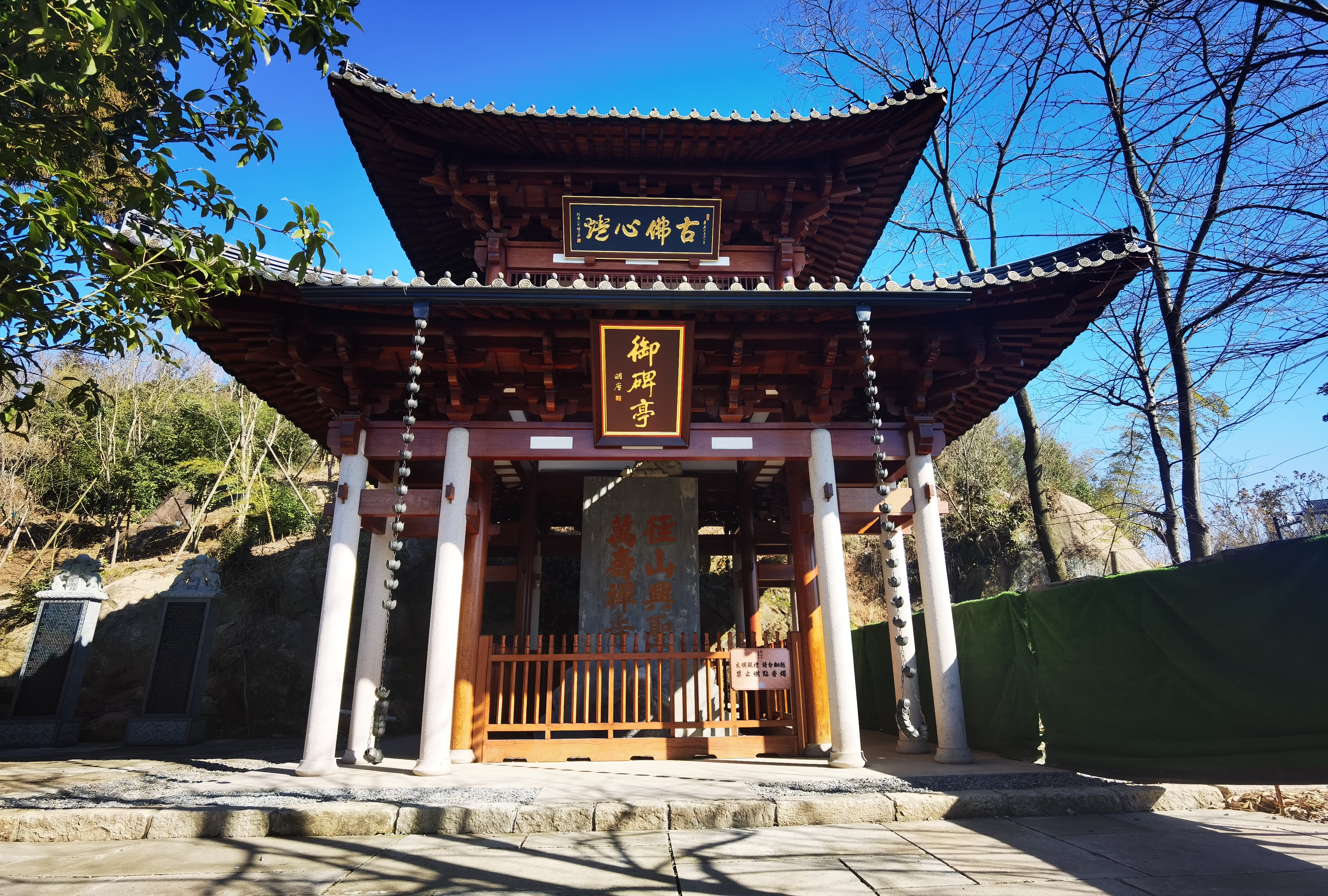
南宋孝宗御碑亭

随着佛教的发展，“十方主持制”打破“甲乙制”师徒单线传承的弊端，官府延揽十方高僧任命主持不仅提升寺院声誉，在另一方面也确保官府对宗教的控制力，因此逐渐成为了北宋佛寺住持继承制度的主流。北宋熙宁、元祐年间，苏轼两度出任杭州太守，三次登上径山，与径山寺僧侣交往密切。苏轼也主张改为“十方主持制”，本人则衷心于径山寺的住持选举，任内任命过祖印常悟、净慧择陵、妙堪思慧3代住持，贬谪密州时得知径山寺住持悬缺，又邀请澄慧用渊出任住持。径山寺的传承逐渐远离了本地承袭的窠臼，至元祐五年（1090年）苏轼再度邀请好友无畏维琳出任径山寺主持，“十方主持制”此后便完全固定下来。
北宋末年，径山寺经过宋徽宗抑佛扬道和宋金战争，未能有显著发展。绍兴七年（1137年），中兴四将之一的张浚奏请宋高宗任命临济宗杨岐派高僧大慧宗杲出任径山寺住持，宗杲身为临济正宗第11传，早年闻名于汴梁，因此到了径山后求法者蜂拥而至，径山寺僧众高达1700多人，僧院人满为患不得不兴建千僧阁以容纳人口。宗杲与当时主战派的张九成往来密切，绍兴十一年（1141年）宗杲为张九成作《神臂弓》，诗云：“神臂弓一发，透过千重甲。仔细拈来看，当是臭皮袜。”主和派的宰相秦桧认为这首诗是主战派讥讽主和派，以“讥讽朝政”为由贬斥张九成，宗杲连带作为同党勒令还俗流放衡州。宗杲虽然流放在外，但追随者众多，秦桧得知后将其流放到更为偏远的梅州，依然无法阻止求法者慕名而至，并且在流放过程中逐步领悟创造了看话禅。宗杲流放之时，径山寺主要由青原系曹洞宗和云门宗僧人主持，宋室还延请过曹洞宗高僧真歇清了担任住持，其任内从教者也多达1700多人。绍兴二十五年（1155年）秦桧死后，宗杲在次年重着僧衣，绍兴二十八年（1158年）再度奉诏住持径山，任内大举修缮径山寺殿堂古迹，但在第二年请辞欲任阿育王寺，在时任临安府尹和尚未登基的宋孝宗挽留下回到径山寺，宗杲从此与宋孝宗往来密切。宗杲回到径山寺之后，径山寺恢复了临济宗杨岐派的传承，来寺听讲者多到三千，后世尊奉径山寺为临济宗祖庭之一。
宗杲死后，宋孝宗任命大禅了明为新任住持，传说他到杨和王府上化缘后作《化杨和王舍田疏》，称杨和王舍苏州万亩良田为寺产，随后传言传到宋孝宗耳中，宋孝宗于是召见杨和王，二人决定予径山寺苏州良田和免税特权，世人皆以大禅了明为布袋和尚，苏州的寺产一直延续到明清时期仍在。宋孝宗于乾道二年偕同退位的高宗太皇、太后二人临幸径山，御笔赐名兴圣万寿禅寺，拨用内帑修建寺内的千僧阁、大雄宝殿、金刚殿、地藏殿、千佛堂等建筑，径山寺由此在“天下丛林，拱称第一”。好景不长，至庆元年间径山寺建筑因山火尽为灰土，南宋皇室再度出资重建寺院，寺院不仅快速恢复，规模上也超过以往。嘉定年间，朝廷奏请宋宁宗品第江南寺院，径山寺位列“五山十刹”之首，号称“东南第一禅院”。至南宋中期，径山寺火災頻發、屡建屡毁，主要依靠蒙庵元聪和无准师范两代住持转危为安，在两人治下径山寺逐渐进入鼎盛时代，师范住持时代日本僧人慕名前來，日本临济宗京都東福寺圆尔辨圆、鐮倉建長寺蘭溪道隆、鐮倉圓覺寺無學祖元都傳自师范法脈。日本普化宗创始人心地觉心也曾游学径山寺，后将径山寺豆酱和酱油酿造工艺引入日本，制作出径山寺味噌和酱油，是为日本味噌与酱油的起源之一。

### 式微及重建

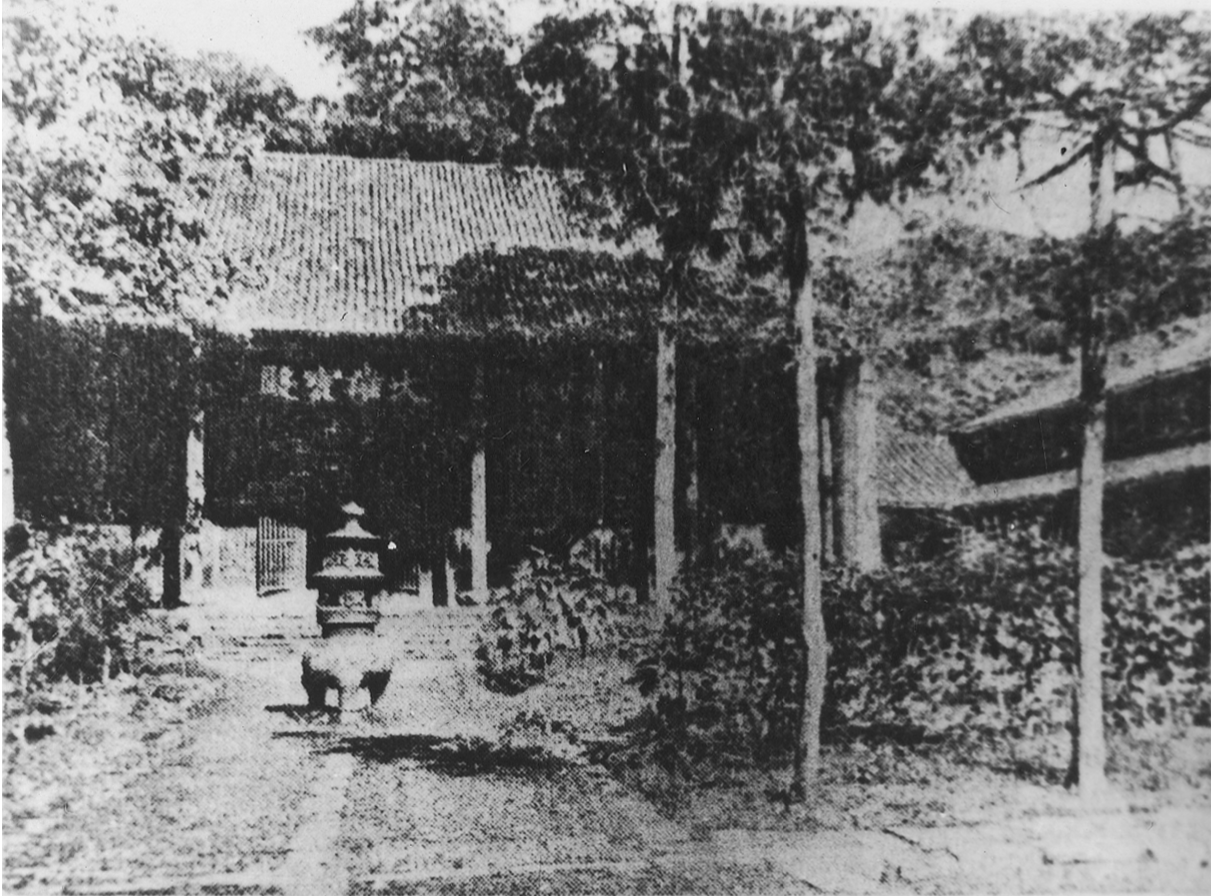
1920年代尚未倒塌的大雄宝殿

径山寺自宗杲以来得益于高僧住持与官家士大夫之间的良好关系，寺院产业规模不断壮大，径山寺的高僧大德也在径山寺名下设立各种甲乙制庵院延续自己的香火，维系自身法脉在寺院的影响力。但到了元代，径山寺逐渐失去了政治话语权，由皇家道场转变为经营地方的普通寺院，虽然径山寺的一些主持也曾获得蒙古政权的礼遇，但影响力不复以往。径山寺在元末至正年间毁于兵燹，明洪武初年朱元璋有鉴于各地喇嘛教余弊未除以及各地寺院受损严重，因此诏令寺院重建恢复，径山寺得以修复。朱元璋同时也加强了对佛教的控制，洪武二十四年（1391年）诏令各地归并30人以下的寺院，径山寺虽然因此合并了大量寺院，但也失去了新建寺院和民间活动的机会，从此日益衰退。
正德六年（1511年），径山寺主事惠诚将径山寺分为十八房，各房事务自行处理、各自承袭，方丈不再过问。径山寺因祖庭瓜分处境每况愈下，十八分房各自走向没落，到明末仅仅留存三四，径山寺在山外的寺产也消磨殆尽。明万历三十六年（1608年），径山寺大殿倒塌却无人处理，结果万历赐经只得改观音殿为大藏阁，直到万历四十年（1612年）才在紫柏真可和乡绅协助下重建。紫柏真可立志刊刻《大藏经》传播佛法，在万历十七年（1589年）上五台山以永乐《北藏》为蓝本、洪武《南藏》为考订刊刻新的《大藏经》，后因北方苦寒、筹资不易，加之冰雪可能会损坏雕版，应径山寺僧众邀请又于万历二十一年（1593年）至径山寂照庵继续工作，紫柏真可后来卷入妖书案，接手的僧人担心径山水雾缭绕侵浸雕版，于是筹资重建了径山山脚废弃的下院化城接待寺作为藏版之处，整个工程直到康熙年间才完工，历时超过百年。
康熙十一年（1672年），径山寺再遭火灾，幸得灵隐寺住持五岳济璞迁住径山寺，历经13年苦心募化，寺院才得以于重建。康熙四十四年（1705年）清圣祖南巡顺路临幸径山，径山寺松源房僧人迎驾，获得皇帝御笔题名。至民国时期，径山寺大殿再度被毁，本源法师于民国二十二年（1933年）重建，规模已经大不如前，最初分家的十八房只剩下妙喜、松源、梅谷3家，僧人也只剩下七八人，但此时的径山香市仍可比杭州吴山庙会。本源法师死前以为后继无人，于是恢复十方制，但接任者都经营不久，寺院更显颓势。至1949年解放军占领杭州前夕，径山寺僧人只剩下2人，但在1949年至1950年秋土匪将径山寺占为据点，许多殿宇和佛像都用作柴火破坏殆尽，1959年径山寺钟楼因楼体倾斜得到地方紧急抢修幸免于难，至1960年代初寺内殿宇全部倒塌，文化大革命中径山寺遗迹遭到进一步破坏。文革结束以后，政府为保护径山寺仅存的大钟和文物决定重建径山寺钟楼，钟楼在1978年成为余杭县重点文物保护单位，但在1991年因为游客烟蒂掉落致使失火焚毁。1983年日本佛教界开始访问径山、寻根溯源，地方上也开始酝酿径山寺重建计划，并受到日本佛教界的资助。1990年中日佛教界共同主持奠基仪式，径山寺在1994年原址重建。

## 建筑

### 古代建筑

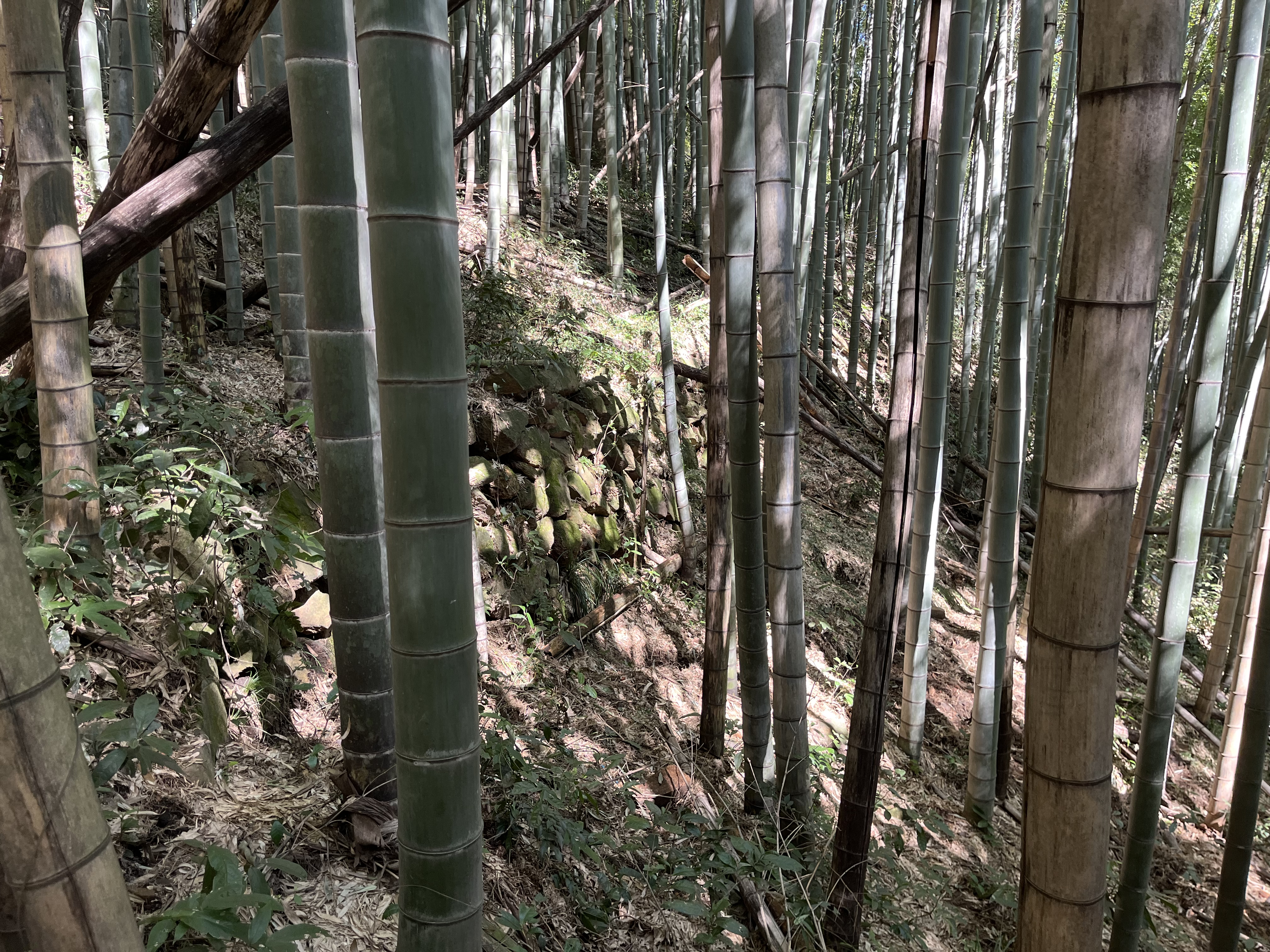
竹林中的祖师庵石砌地基遗迹

在唐代禅宗发展的早期，禅宗并没有单独的寺院和住持制度，最早直接居住在野外，曹溪以来多借居律宗，至唐代中期百丈禅师制定《百丈清规》、创建禅居，禅宗才有了独立的寺院制度。禅宗寺院最初只是“作广堂以居其众，设两序以分其职”，随后发展出所谓“七堂伽蓝”格局，即寺院以山门、佛殿、法堂、厨库、僧堂、西净（厕所）、浴室为阴、心、头、左手、右手、左脚、右脚的总体布局，径山寺所属的五山十刹无一例外都遵循了这一布局。随着禅寺的发展，禅宗活动的中心从城市转移到了山中，往往選取風景優美、人跡罕至之所，径山寺也是选址天目山东北峰之径山，寺院占据山中平地，为诸峰山溪所环抱，堪稱風水寶地。
径山寺最早的建筑位于现在径山寺东北500米、喝石题刻旁，目前地面建筑完全消失，仅存石砌基座和少量砖石瓦砾。遗址坐北朝南，长50米、宽40米。相传唐代径山寺开山祖师法钦在此地结庵，后来在结庵处建立径山寺，后世称作喝石庵、祖师庵、开山庵。后来在唐代宗支持下，径山由庵改寺，规格逐步升高，至五代末期达到了“为屋三百楹”的规模。入宋以后，径山寺受到官方的重视与支持，寺院规模也不断扩大。北宋苏轼诗歌云：“飞楼涌殿压山迫，晨钟暮鼓惊龙眠。”至南宋初年，僧众从最初的300人上升至逾千人。为了容纳寺院人口，住持宗杲于绍兴十年（1140年）建立千僧阁作为寺院的僧堂。绍兴十七年（1147年），住持清了建立了寺内大殿作为佛堂，乾道四年（1168年）又为纪念宋高宗临幸建龙游阁。淳熙十年（1183年），寺内又落成西阁，作为收藏宋孝宗赐《御注圆觉经》之所，又称作圆觉阁。此时，径山寺经过历代添建，寺院内各建筑都保持原有风貌，规格和风格并不统一。然而庆元五年（1199年）一场大火过后，径山寺此前数百年的建筑化为尘埃。

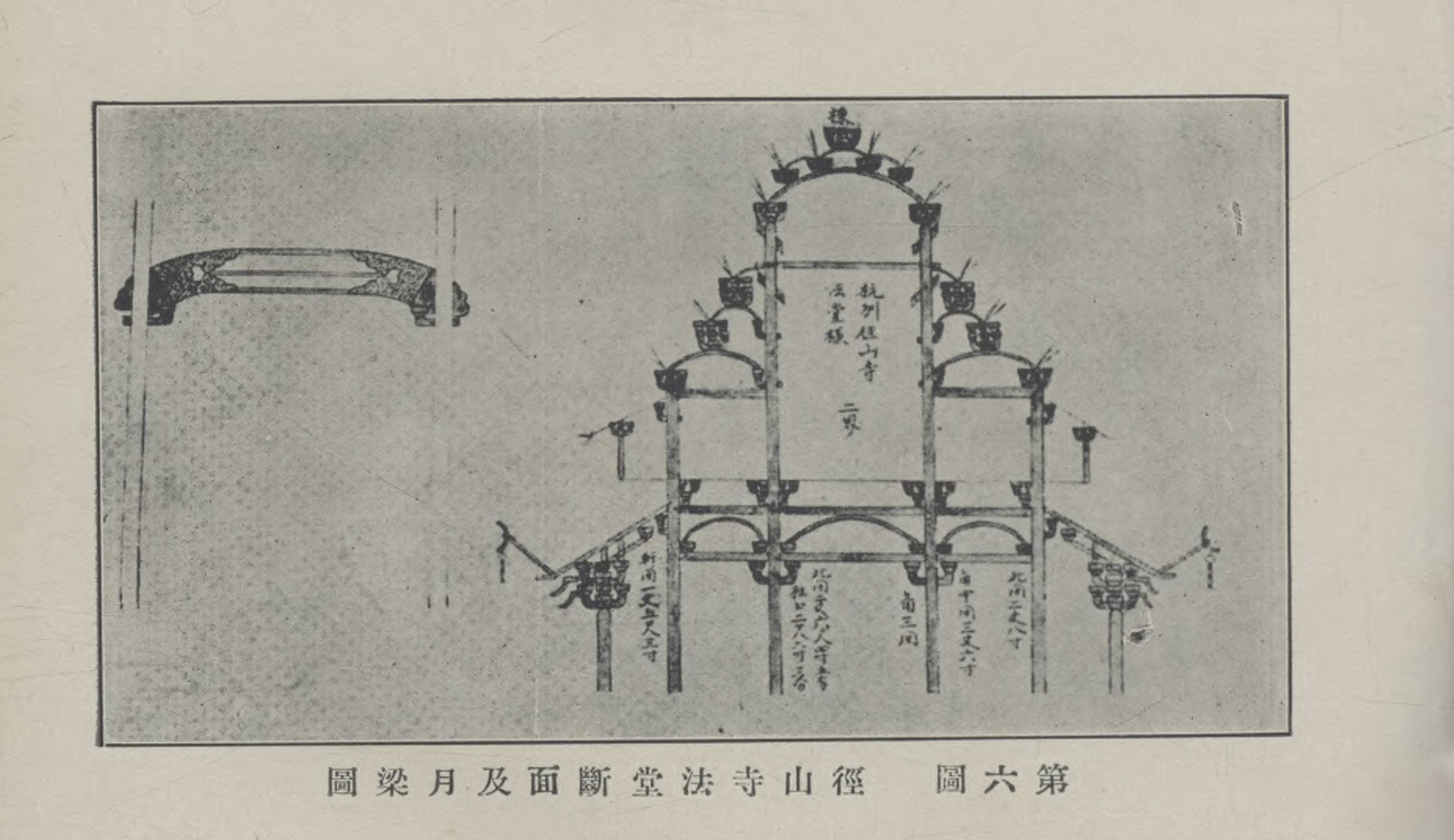
中国营造学社刊印的“五山十刹图”径山寺蓝图

径山寺在住持蒙庵元聪带领下，灾后仅仅花费1年时间募资，于庆元六年（1200年）开始重建，嘉泰元年（1201年）竣工，实际工期只有10个月，“其兴之神速，高掩前古，而又雄壮杰特，绝过于旧”。径山寺的格局以山门、普光明殿、观音殿、法堂、方丈为中轴；千僧阁在观音殿西侧山缺处，百尺楼则在东侧，用作钟楼、厨房、库房和祭祀龙神之处；前庭西侧为云堂和西庑，分别用作客堂与斋堂；又有香水海、蒙庵、妙喜塔等建筑。重建后的径山寺不仅风格得以统一，规模上也宏大无比，落成十多年后更是成为宋室认定的五山之首。然而重建后不过30年，径山寺再度付之一炬，当时的住持无准师范主持端平再建，三年而成，主要建筑有龙游阁、千僧阁、万佛阁、宝殿、宝所、灵泽殿、妙庄严殿等，形制更胜于嘉泰再建。径山寺历经两次重建后，规模达到历代之最，并一直延续到元末毁于兵祸。径山寺位列南宋五山之首，又因其平面设计较为简单，因而借鉴为日本的禅寺布局的蓝本，称之为径山寺制度，现存越中瑞龍寺、京都东福寺、京都大德寺等寺院都是照此制度，日本寺院流传的“五山十刹图”也是以径山寺蓝图保留最多，存径山寺法堂截面图、钟楼图、海会堂图、纲纪堂、法座图以及须弥坛图等图纸。
除了寺院主体的繁盛，径山寺在鼎盛时期还有诸如寂照庵、灵谷庵、夕照庵等大量散落径山山间的楼、阁、轩、居，以及普庆寺、化城寺、小径山、西径山、万年正续院等下院112处，主要位于径山寺周边，最远则有在嘉兴、湖州、余杭、临安等地。径山寺在洪武、永乐年间初步重修之后，月江宗净禅师从洪熙元年（1425年）开始花费20年时间增建佛殿、伽蓝殿、祖师堂、方丈、天王殿、无垢轩、云厨和山门，并书写“天下径山”牌匾置于山门之上。直到清代径山寺主体寺院仍保持四殿、六阁、三楼、工堂、一轩、五亭、十六房、二十五庵院的格局，仍有静室2处、浮屠4座、下院7所，但其中大多数都已经废弃。径山寺的下院也难留存，例如坛石寺毁于太平天国之乱，化城寺、仁庆寺到了清末仅仅是地方村落地名。经历过清末和民国战乱，径山寺多次受到破坏。根据1962年的游记，径山寺虽然大部分建筑都已坍圮，但大雄宝殿仍然存在，殿内供奉有西方三圣，但阿难、迦叶和十八罗汉塑像倒伏在地，天王殿、韦驮殿、山门等建筑俱毁。至1963年寺院遭遇火宅，仅仅留下钟楼1座。

### 现代重建

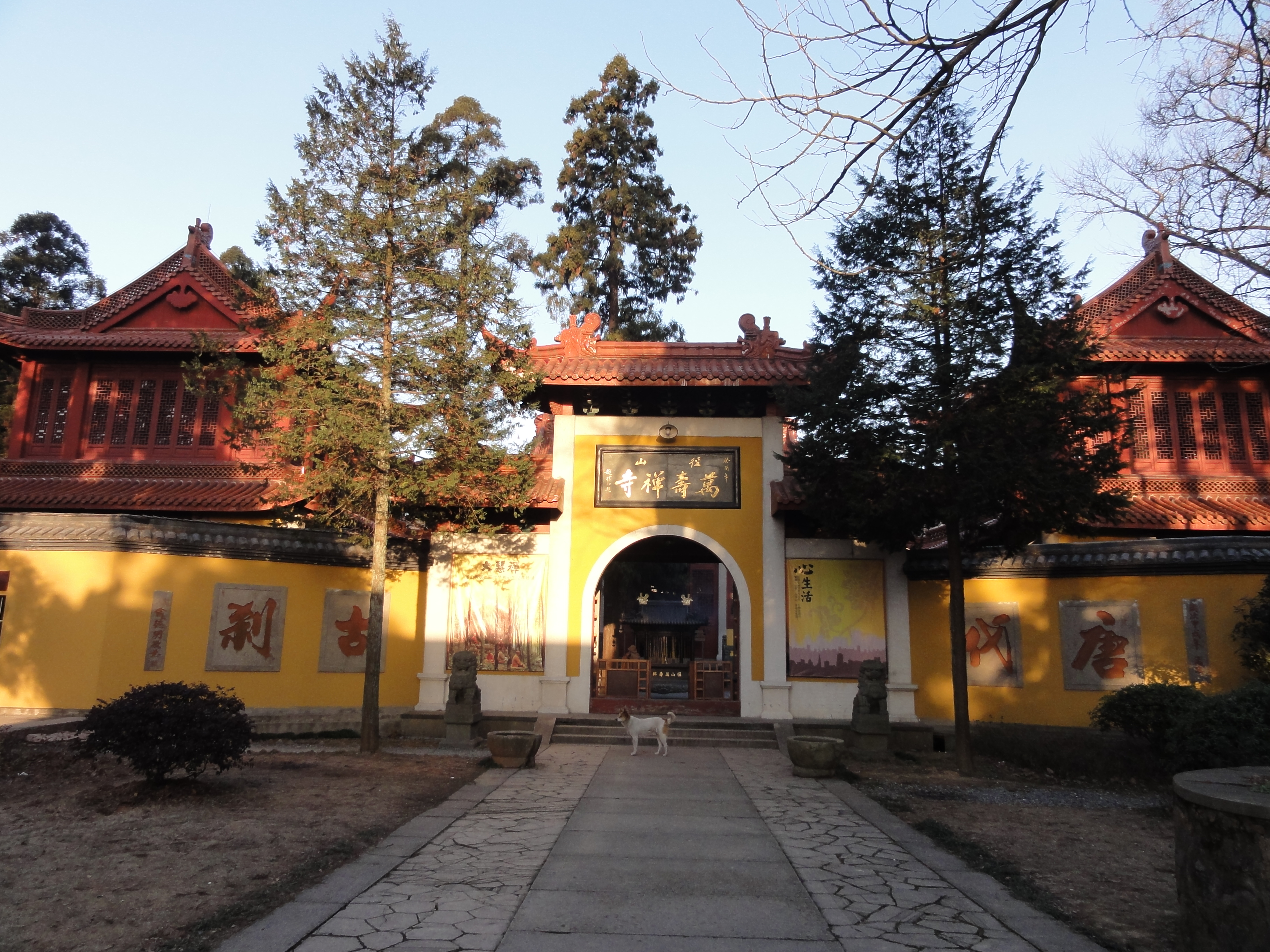
1990年代第一次重修的山门

文革结束之后，1983年日本僧人首次来径山寺遗址参观访问，此后径山寺寻源成为佛教界热潮。1985年5月余杭县开始开发径山，计划依托径山寺发展当地旅游业。1989年7月浙江省政府批准径山寺重建的计划，重建的资金由佛教界自筹，于是径山寺重建工程在中日两国佛教界见证下于1990年5月30日正式启动。重建之初，径山寺建筑仅保存钟楼一座，保存文物主要有宋孝宗御碑、明代铁香炉、西方三圣铁佛、永乐大钟、历代祖师名衔碑，此外还有径山寺第48代住持元叟行端在山下修筑的普庆寺石塔，但1990年7月18日晚径山寺钟楼失火，连同保存在钟楼之中的永乐大钟和历代祖师名衔碑一同受损。1991年初径山寺开始重建，最初修建的有围墙、山门、僧寮和之前烧毁的钟楼，1992年秋重建大雄宝殿，1993年重建先德堂、客堂，1994年工程完工，工程总面积达到6400平方米。
2009年10月21日，径山寺开启第二次复建工程。这场重建历时12年，分3期实施，规划总面积约40.8公顷，建筑面积约2.7万平方米，大部分建筑都是根据宋代风格和布局严格考据重建。径山寺的重建主要依据就有日本《五山十刹图》的文献资料，并且吸收了日本建长寺等寺院的宋式建筑，综合地形和文献，以五凤山门、大雄宝殿、藏经楼、观音殿、凌霄阁为主轴，钟楼、鼓楼、禅堂、药师殿、大慧院分布两侧。2021年10月15日，径山寺重建工程正式竣工。

## 茶宴

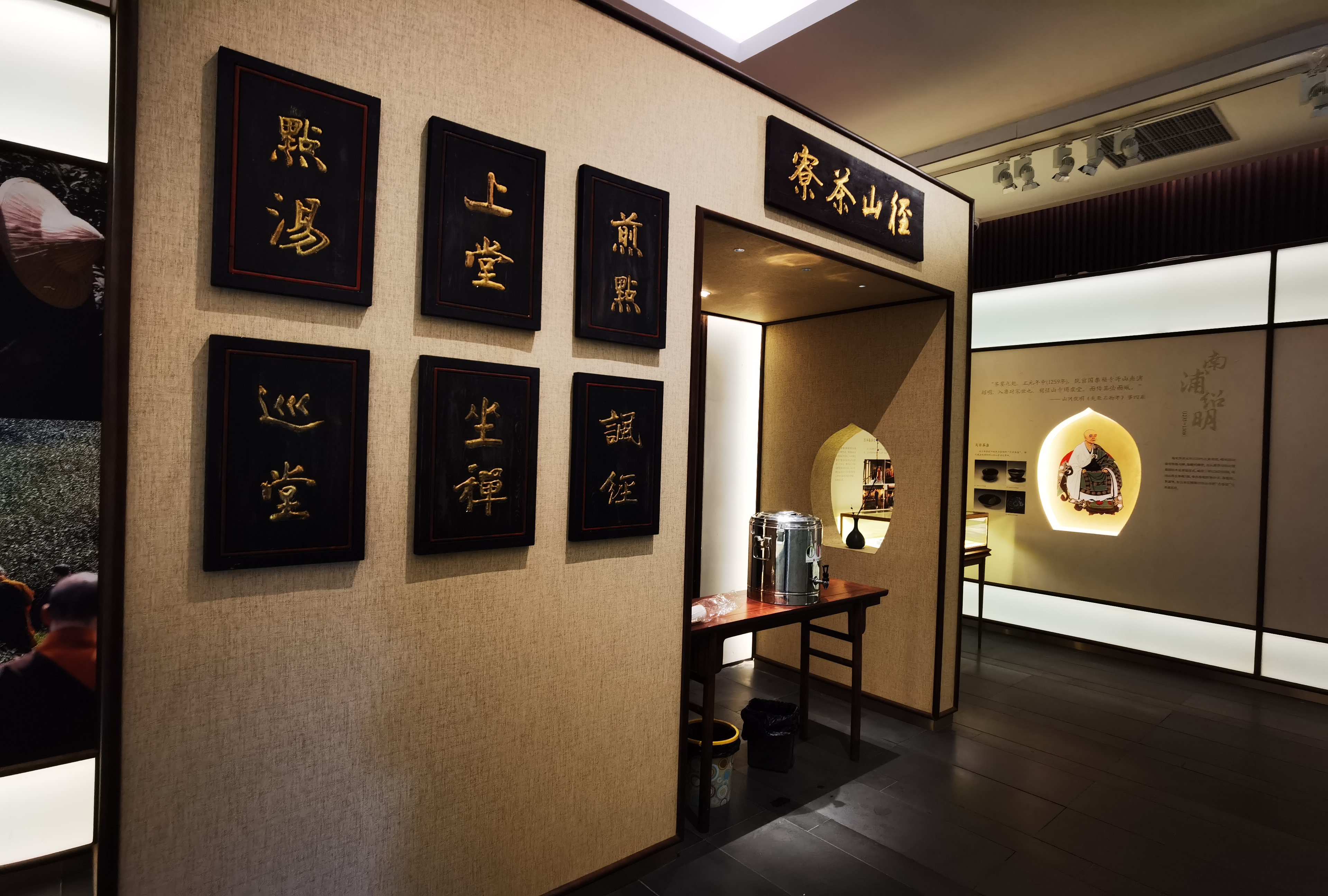
径山茶宴流程

中国的“茶宴”起源于魏晋时期宴席以茶代酒的传统，并随着佛教在中国的传播在寺院中普及；至唐代，饮茶流行于达官显贵与佛教寺院之中，禅茶也在赵州从谂成为禅僧必修。早在唐代径山法钦开山时，径山寺便已经开始种植茶叶，唐代的茶圣陆羽也曾在径山隐居写作《茶经》；随着径山寺在宋代达到了极盛，径山寺的“茶汤会”仪轨作为各地禅茶的典范日益完备、规范、繁复，虽然《禅苑清规》对径山寺举办法事与僧堂日常的禅茶传统有所记录，但其传承主要依赖于寺院内部代代口耳相传，直至明初径山寺仍有禅茶的传承。然而随着明代径山寺走向衰弱，其茶事在明中期就鲜见于史，同一时期杭州的虎跑寺等寺院仍有相应的禅茶传承，禅茶传统在近现代的民间最终演变为茶话会。径山寺的禅茶传统可能还是延续到了近现代：根据2009年的采访，径山寺的还俗僧人及地方耋老仍对“径山茶宴”有所耳闻，但是这一传统在民国时期就已名存实亡；与此同时，日本的承天寺、圆觉寺、建长寺等寺院每年举办茶宴以纪念祖师、弘扬佛法，其茶宴仪轨均源于径山寺。按18世纪的日本类书《类聚名物考》，今福冈市崇福寺的开山祖师南浦紹明曾在正元年中（1259年）游学于径山寺，并将径山寺的“茶宴”仪式引入日本，径山寺的“茶宴”仪式也成为了后世日本茶道的渊源之一。
当代的“径山茶宴”实际上是1980年代改革开放之后形成的概念，中国历史文献从未将径山寺的禅茶仪式称作“径山茶宴”。随着1980年代以来中日交流和寺院复兴，日本临济宗参访径山并展示传承自径山寺的茶道仪轨，“径山茶宴”的概念才由中日交流重新引入径山寺，并最终成为了社会大众公认的文化传统。2008年，径山寺应杭州文旅部门邀请，借由第七届中国茶圣节的茶艺表演恢复径山茶宴传统。在径山寺主事戒兴法师及其邀请的杭州永福寺明行法师等人合作下，恢复后的径山茶宴借鉴《禅苑清规》等历史文献和日本寺院中的相关仪式，并融合了现代茶艺技术和径山寺自身对禅茶的理解，包括了张茶榜、击茶鼓、恭请入堂、上香礼佛、煎汤点茶、行盏分茶、说偈吃茶到谢茶退堂等步骤，径山寺将其作为对外交流的仪式和接待贵客的礼仪。碍于文献不足和现实因素，径山茶宴与历史上的径山寺仪轨不尽相同，既有考证也有创新：例如，举行茶宴的时间并非《禅苑清规》所规定的日期，地点也不是指定的佛堂而是茶圣节会场；学术上对于茶宴是使用何种备茶方法存在争议，由于一般寺院难以承担日常使用点茶法的开销，因此明行法师则按照“晨点暮煎”的做法，早上使用点茶法而晚上使用煎茶法。径山茶宴作为地方文旅的品牌形象，在2011年成为了国家级非物质文化遗产，2022年入选联合国教科文组织的非物质文化遗产。

### 引用
1. ↑  朱金坤 & 汪宏儿 2010，第9-11頁.
2. ↑  冷晓 2001，第22頁.
3. ↑  . 日本临济禅. 日本临济宗黄檗宗联合各派合议所.   [2023-03-01]. （原始内容存档于2022-06-25）.
4. ↑  张十庆 2002，第88頁.
5. ↑  朱金坤 & 汪宏儿 2010，第47-52頁.
6. ↑  彭滢燕 2022，第37-39頁.
7. ↑  彭滢燕 2022，第39-43頁.
8. ↑  朱金坤 & 汪宏儿 2010，第66-68頁.
9. ↑  彭滢燕 2022，第44-51頁.
10. ↑  彭滢燕 2022，第52-55頁.
11. ↑  冷晓 2001，第8-9頁.
12. ↑  彭滢燕 2022，第60頁.
13. ↑  冷晓 2001，第9頁.
14. ↑  朱金坤 & 汪宏儿 2010，第158頁.
15. ↑  彭滢燕 2022，第90-91頁.
16. ↑  朱金坤 & 汪宏儿 2010，第145-151頁.
17. ↑  冷晓 2001，第9-10頁.
18. ↑  彭滢燕 2022，第91頁.
19. ↑  朱金坤 & 汪宏儿 2010，第160-161頁.
20. ↑  冷晓 2001，第9-12頁.
21. ↑  冷晓 2001，第40頁.
22. ↑  朱金坤 & 汪宏儿 2010，第167-168頁.
23. ↑  徐骏. . 杭州日报. 2020-02-28 –杭州网.
24. ↑  彭滢燕 2022，第109頁.
25. ↑  冷晓 2001，第13頁.
26. ↑  彭滢燕 2022，第25頁.
27. ↑  彭滢燕 2022，第25, 174-180頁.
28. ↑  朱金坤 & 汪宏儿 2010，第233-239頁.
29. ↑  彭滢燕 2022，第30頁.
30. ↑  朱金坤 & 汪宏儿 2010，第270-282頁.
31. ↑  冷晓 2001，第21-23頁.
32. ↑  郭黛姮 2018，第157-158頁.
33. ↑  张十庆 2002，第57頁.
34. ↑  张觉明. . 武汉: 湖北人民出版社. 2009: 119–121. ISBN 978-7-216-05845-2. OCLC 600655988.
35. ↑  方向明; 郑嘉励; 浙江省文物局 (编). . 浙江省第三次全国文物普查新发现丛书. 杭州: 浙江古籍出版社. 2012: 116. ISBN 978-7-80715-823-3. OCLC 910131018.
36. ↑  余杭建设志编纂委员会 2015，第498頁.
37. ↑  郭黛姮 2018，第190頁.
38. 1 2 3  余杭建设志编纂委员会 2015，第499頁.
39. ↑  郭黛姮 2018，第191頁.
40. ↑  郭黛姮 2018，第191-192頁.
41. ↑  张十庆 2002，第60-61頁.
42. ↑  张十庆 2000，第24,164頁.
43. ↑  屠舜耕. .  初版. 新竹: 财团法人觉风佛教艺术文化基金会. 1999. ISBN 957-98434-3-0. OCLC 48180014.
44. ↑  冷晓 2001，第154-159頁.
45. ↑  彭滢燕 2022，第167-168頁.
46. ↑  彭滢燕 2022，第31頁.
47. ↑  冷晓 2001，第18-21,154-159頁.
48. ↑  冷晓 2001，第21-22頁.
49. ↑  吴铮强. . 澎湃新闻. 2022-07-26  [2023-03-08]. （原始内容存档于2023-03-08）.
50. ↑  《余杭文物志》编纂委员会 (编).  1. 北京: 中华书局. 2000. ISBN 7-101-02480-7. OCLC 49744356.
51. ↑  冷晓 2001，第22-23頁.
52. ↑  郑琳. . 钱江晚报 (浙江日报报业集团). 2009-10-22  [2023-03-11]. （原始内容存档于2023-03-11） –中国新闻网.
53. ↑  杭州市民族宗教事务局. . 杭州市人民政府门户网站. 2021-10-29  [2023-03-11]. （原始内容存档于2023-02-03）.
54. ↑  . 浙江古建微信公众号. 浙江省古建筑设计研究院. 2022-03-21  [2023-03-11]. （原始内容存档于2023-03-11）.
55. ↑  刘云. . 都市快报 (杭州日报报业集团). 2017-11-10  [2023-03-11]. （原始内容存档于2023-03-11） –浙江在线.
56. ↑  . 浙江佛教协会官网. 2021-10-20.
57. ↑  鲍志成. . 浙江省非物质文化遗产代表作丛书. 杭州: 浙江摄影出版社. 2016: 28–47. ISBN 978-7-5514-1662-7.
58. ↑  沈兰. . 中国新闻网　. 2011-04-27.
59. ↑  鲍志成. . . 第十二届国际茶文化研讨会 2016卷. 杭州: 杭州出版社. 2016. ISBN 9787556505593.
60. ↑  王萧萧. . 人民日报海外版. 2022-03-01.
61. 1 2  周永广; 粟丽娟. . 旅游学刊. 2014, 29 (7).
62. ↑  . 新华网. 2022-12-10.
63. ↑  . 新华网. 2024-04-22.

### 來源
- 冷晓.  1. 杭州: 杭州市佛教协会. 2001. 浙内图准字(2001)第103号.
- 朱金坤; 汪宏儿 (编).  1. 杭州: 西泠印社出版社. 2010. ISBN 978-7-80735-909-8. OCLC 761801641.
- 张十庆.  1. 南京: 东南大学出版社. 2000. ISBN 7-81050-534-3. OCLC 47189851.
- 张十庆.  1. 武汉: 湖北教育出版社. 2002. ISBN 7-5351-3333-9. OCLC 51745532.
- 郭黛姮.  1. 上海. 2018. ISBN 978-7-5325-8818-3. OCLC 1119702203.
- 余杭建设志编纂委员会 (编).  1. 北京: 方志出版社. 2015. ISBN 978-7-5144-1581-0. OCLC 908079190.
- 彭滢燕.  (博士论文). 杭州: 浙江大学. 2022  [2023-02-24]. doi:10.27461/d.cnki.gzjdx.2021.002319. （原始内容存档于2023-02-24）.